# Abraham Wetter
Abraham Wetter, född på 1600-talet, död 8 maj 1737, var en finsk borgmästare, riksdagsledamot och politiker.

## Biografi
Abraham Wetter föddes på 1600-talet. Han blev 1722 borgmästare i Helsingfors. Han avled 1737.
Wetter var riksdagsledamot för borgarståndet i Helsingfors vid riksdagen 1723.